# Konzulat Republike Slovenije v Pueblu
Konzulat Republike Slovenije v Pueblu je diplomatsko-konzularno predstavništvo (konzulat) Republike Slovenije s sedežem v Pueblu, Kolorado (ZDA); spada pod okrilje Veleposlaništvu Republike Slovenije v Združenih državah Amerike.
Trenutni častni konzul je Raymond P. Kogovšek.